# Calocoris roseomaculatus
Calocoris roseomaculatus је врста стенице која припада фамилији Miridae.

## Распрострањење
Врста је распрострањена широм Европе. У Србији се бележи спорадично и насељава сува травната станишта.

## Опис
Тело је у основи сивкасто или зеленожуте боје, прекривено црним длакама. Карактеристичне су розикасте мрље на хемиелитрама, скутелум је светле боје са црном уздужном средишњом линијом. Глава, пронотум и ноге такође могу имати розикасте мрље. Други антенални сегмент је краћи од трећег и четвртог заједно, а први сегмент је обично краћи или исте дужине као и ширина главе. Дужина тела женки је од 6,7mm до 8mm, а мужјака од 6,5mm до 7,8mm.

## Биологија
Одрасле јединке су активне током летњих месеци, најчешће се у Србији срећу током јуна и јула. Врста презимљава у стадијуму јајета. Calocoris roseomaculatus се храни врстама из породицe главочика (Asteraceae) и легуминоза (Fabaceae).